# Georgia Lock
Georgia Lock (25 oktober 1996) is een Engels actrice en presentatrice. Ze is bekend door haar rol als Sadie in het Britse kinderprogramma Sadie J. Tevens speelt ze de rol van Bella in Disney's The Evermoor Chronicles. 
Lock voltooide een reeks van negen afleveringen van Disney's First Class Chefs, dat ze samen met Evermoor-castlid Finney Cassidy en Michel Roux Jr. presenteerde.

## Film en televisie
| Jaar      | Titel                   | Rol           | Opmerkingen               |
| --------- | ----------------------- | ------------- | ------------------------- |
| 2011–2013 | Sadie J                 | Sadie Jenkins | hoofdrol, 39 afleveringen |
| 2011–2012 | Friday Download         | presentatrice | 4 seizoenen               |
| 2014–     | The Evermoor Chronicles | Bella         | hoofdrol                  |
| 2015      | Social Suicide          | Rozi          | film                      |
| 2015      | First Class Chefs       | presentatrice | 1 seizoen                 |
| 2017      | Doctors                 | Amy Baker     | tv-serie, 2 afleveringen  |